# Oblast de Jitomir

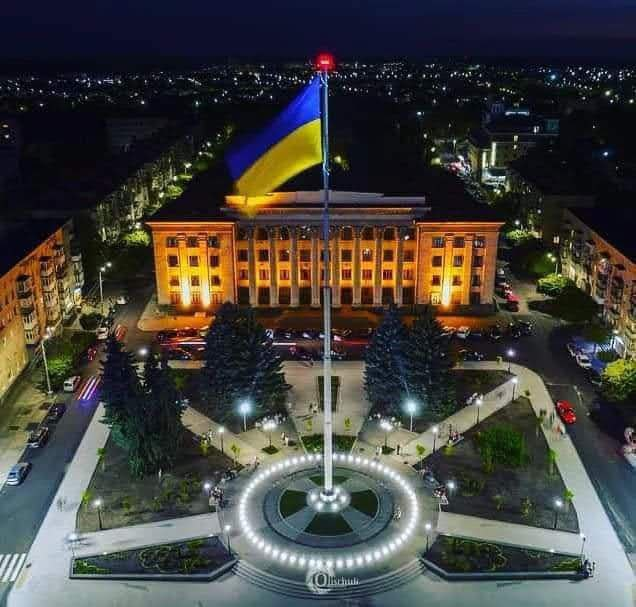
Centro de Zhytomyr à noite

Jitomir (ucraniano: Житомир, transl. Jytomyr) é uma região (oblast) da Ucrânia, sua capital é a cidade de Jitomir.
Situa-se no norte do país numa zona anteriormente conhecida como Polésia. Foi criada em 1937 e esteve ocupada pelos alemães entre 1941 e 1944.
1. ↑  Rocha, Carlos (29 de março de 2022). «Topónimos da Ucrânia». Ciberdúvidas da Língua Portuguesa. Consultado em 29 de março de 2022